# Villa Daccò
Villa Daccò è una villa storica situata nel comune di Gessate, nella città metropolitana di Milano.
Costruita nel 1835, la villa è di proprietà comunale ed è aperta al pubblico. Viene utilizzata per ospitare eventi pubblici e feste private.

## Storia
Costruita nel 1835, i primi proprietari furono i Daccò, un ramo della famiglia Beccaria.
Nel 1993 la villa è stata venduta al Comune che, dopo averla ristrutturata, l'ha resa fruibile al pubblico.
Il 28 ottobre 2015, a seguito della caduta di un albero, viene scoperta nel giardino una camera sotterranea. Si pensa che la camera sotterranea sia antecedente alla costruzione della villa, l'ipotesi più probabile è che sia una cisterna d'acqua risalente al XIX secolo.

## Descrizione
Sviluppata su due piani, al primo piano si trovano dieci locali e cinque vani di servizio di altezze diverse a seconda del tipo di plafoni.
L'altezza dei locali è relativamente bassa se paragonata ai soffitti particolarmente alti, tale struttura deve la propria caratterizzazione al fatto che l'edificio è sorto per finalità abitative e non celebrative.
Particolarmente rinomato è il salone d'onore costituito dal camino in marmo rosato e pavimento originale in cotto bicolore.
Caratterizzata da un tipico stile del 1700, è circondata da un'imponente giardino all'inglese, costituito da piante di varia altezza e differente tipologia. 
Il giardino è stato oggetto di ristrutturazione nel 1993 per essere facilmente fruibile dai cittadini;  vi sono all'interno percorsi pedonali, tre aree di sosta e uno spazio per attrezzature da bambini.